# Turistická značená trasa 7320
 Turistická značená trasa 7320 je 1 km dlouhá žlutě značená trasa Klubu českých turistů v okrese Semily propojující dvojici tras Turnov – hrad Vadštejn. Převažující směr trasy je východní. Trasa vede po území CHKO Český ráj.

## Průběh trasy
Turistická trasa 7320 má svůj počátek v severozápadním úbočí Hlavatice na okraji zástavby turnovské místní části Mašov na rozcestí s červeně značenou trasou 0433, která je součástí Zlaté stezky Českého ráje. V celé své délce vede po lesní cestě severním úbočím Hlavatice v nadmořské výšce 320–330 metrů. Končí na rozcestí se zeleně značenou trasou 4273 v místě koncového parkoviště nad Pelešany.